# 江田経純
江田 経純（ごうだ つねずみ）は、戦国時代の武将。安芸国の国人・吉川氏の一門。父は吉川氏当主である吉川経基。諱は経久（つねひさ）とも。

## 生涯
安芸国の国人・吉川氏当主である吉川経基の五男として生まれ、吉川氏一門である江田武経（左近将監）の家を継いで「江田」の名字を名乗った。
天文11年（1542年）3月29日に死去。嫡男の江田経氏が後を継いだ。
その後の江田氏は、江戸時代には岩国領主・吉川家の家臣として続いた。